# Джон Максвелл Кутзее
Джон М́аксвелл Ќутзее (англ. John Maxwell Coetzee; нар. 9 лютого 1940, Кейптаун, Південно-Африканська Республіка) — південно-африканський, пізніше австралійський письменник. Двічі отримував Букерівську премію (1983, 1999). Лауреат Нобелівської премії з літератури (2003).

## Біографія
Джон Максвелл Кутзее народився 9 лютого 1940 р. в Кейптауні, ПАР у англомовній сім'ї. У 1963 р. закінчив магістратуру Кейптаунського університету.
Деякий час працює програмістом в корпорації IBM у Великій Британії.
В 1969 р. він захистив дисертацію про творчість Семюела Беккета (в Університеті Техасу), а потім два роки викладав англійську мову й літературу в Нью-Йорку. В 1971 Кутзее отримав відмову у візі до США через свою участь у протестах проти війни у В'єтнамі.
У 2002 письменник емігрував з ПАР, а 6 березня 2006 отримав австралійське громадянство. Причиною добровільного екзилю (вигнання) став конфлікт з Африканським національним конгресом навколо роману «Безчестя» (Букерівська премія 1999).

## Творчість
Творчість Кутзее неоднозначно сприймають на батьківщині. Наприклад твір «Безчестя» неодноразово звинувачували в расизмі та негативному висвітлені ПАР як країни насильства. Президент Табо Мбекі сказав про творчість Кутзее, що ПАР не лише місце, у якому ґвалтують.
У 2003 році отримав Нобелівську премію з літератури з обґрунтуванням: "Хто в незліченних образах зображує дивну участь аутсайдерів". У статті The Guardian творчість Кутзее назвали "темною медитацію на пост-апартеїдну Південну Африку".

### Романи
- «Сутінкові землі» англ. Dusklands (1974) ISBN 0-14-024177-9
- «У серці країни» англ. In the Heart of the Country (1977) ISBN 0-14-006228-9
- «В очікуванні варварів» англ. Waiting for the Barbarians (1980) ISBN 0-14-006110-X
- «Життя і час Міхаела К.» англ. Life & Times of Michael K (1983) ISBN 0-14-007448-1
- «Фо» англ. Foe (1986) ISBN 0-14-009623-X
- «Залізна доба» англ. Age of Iron (1990) ISBN 0-14-027565-7
- «Петербурзький майстер» англ. The Master of Petersburg (1994) ISBN 0-14-023810-7
- «Безчестя» англ. Disgrace (1999) ISBN 978-0-14-311528-1
- «Елізабет Костелло» англ. Elizabeth Costello (2003) ISBN 0-670-03130-5
- «Повільна людина» англ. Slow Man (2005) ISBN 0-670-03459-2
- «Щоденник поганого року» англ. Diary of a Bad Year (2007) ISBN 1-84655-120-X
- «Дитинство Ісуса» англ. The Childhood of Jesus (2013) ISBN 978-1-84655-726-2
- «Шкільні роки Ісуса» англ. The Schooldays of Jesus (2016) ISBN 978-1-91121-535-6
- «Смерть Ісуса» англ. The Death of Jesus (2019) ISBN 978-1-92226-828-0

### Переклади українською
- Джон Максвелл Кутзее. «Дитинство. Молодість. Літня пора». Переклад з англійської: П. Таращук. — Харків: Фоліо, 2012. — 672 с. ISBN 978-966-03-5834-8 (Бібліотека нобелівських лауреатів)
- Джон Максвелл Кутзее. «Безчестя». Переклад з англійської: Є. М. Даскал. — Харків: КСД, 2017. — 224 с. ISBN 978-617-12-3140-5

## Екранізації
- 1985 року по роману «У серці країни» бельгійський режисер Маріон Гензель зняла фільм «Пил».
- Книга «Безчестя» екранізована у 2008 році австралійським режисером Стівом Джакобсом. Головну роль професора зіграв Джон Малкович.
- 2019 року по роману «В очікуванні варварів» режисер Сіро Герра зняв однойменний фільм. У головних ролях  знялися Марк Райленс, Джонні Депп, Роберт Паттінсон та Грета Скаккі.

## Нагороди
- Букерівська премія 1983 за «Життя і час Міхаела К.» (англ. Life & Times of Michael K[en])
- Букерівська премія 1999 за «Безчестя» (англ. Disgrace.)
- Нобелівська премія з літератури 2003

Відлюдькуватий письменник не з'явився на вручені Букерівських та Нобелівської премії.

## Громадська діяльність
Згідно даних Міжнародного вегетаріанського союзу, письменник — вегетаріанець.
У 2018 р. підписав звернення Американського ПЕН-центру на захист українського режисера Олега Сенцова, політв'язня у Росії.